# Emiko Shiratori
Emiko Shiratori (白鳥 英美子 Shiratori Emiko?), född 16 mars 1950, är en japansk sångerska. 
Shiratori sjöng vid Olympiska vinterspelen 1972 och 1998. Hon är mor till sångerskan Maika Shiratori och gift med musikern Sumio Shiratori. Paret skapade tillsammans originalmusiken till den tecknade TV-serien I Mumindalen. I TV-serien agerade hon även berättarröst i de japanska avsnitten.
1969 bildade Shiratori folkgruppen Toi et Moi tillsammans med Akutagawa Sumio, ledd av skivbolaget Toshiba EMI. Toi et Moi uppnådde stora framgångar i Japan 1969–73 och utgav i snitt två album och fyra singlar per år. 1973 utkom Shiratoris första soloalbum, varpå hon fortsatte som soloartist 70-talet ut.
Shiratori sjöng ledmotivet "Melodies of Life" till datorspelet Final Fantasy IX, som släpptes år 2000.

### Fotnoter
1. ↑  ”Final Fantasy IX (2000) PlayStation credits”. Moby Games. http://www.mobygames.com/game/playstation/final-fantasy-ix/credits. Läst 18 februari 2016.